# اروا
اروا روستایی در استان ریفت والی، کنیا می‌باشد.